# 黑黃鸝

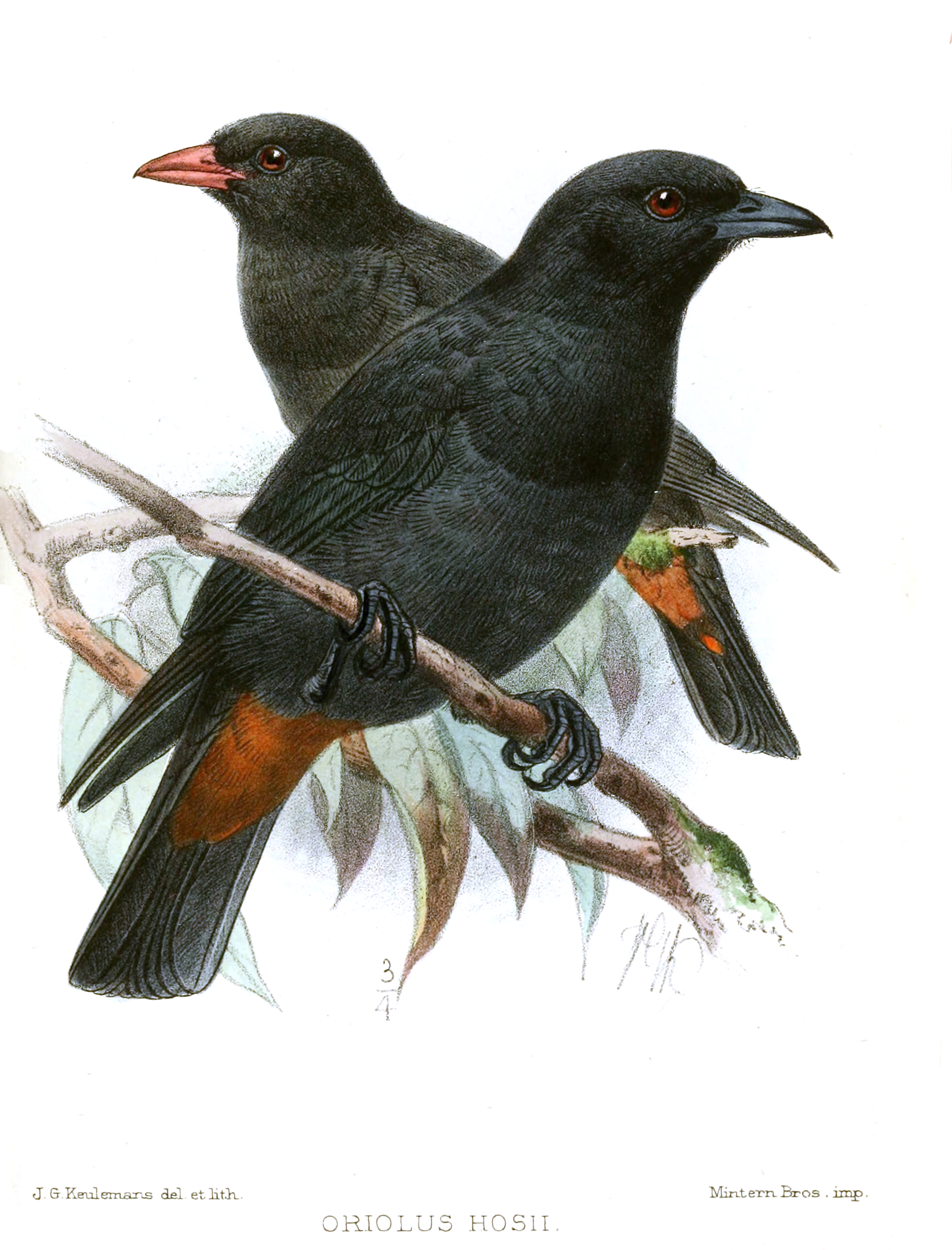
黑黃鸝

黑黃鸝，是黃鸝科的一種鳥類。它是婆羅洲島的特有物種。黑黃鸝是最不為人知的品種之一，其分佈範圍僅限於婆羅洲的砂拉越。
牠們自然的棲息地是亞熱帶或熱帶潮濕山區森林，最常見的海拔在1100至1200米之間，在那裡牠們受到棲息地喪失的威脅。